# Tranvia Alessandria-Altavilla
La tranvia Alessandria-Altavilla era una linea tranviaria interurbana che collegò le città di Alessandria e Altavilla Monferrato dal 1883 al 1935.

## Storia
Con domanda del 22 luglio 1882 Domenico Bellisomi, nominato cavaliere per aver costruito insieme ad Ercole Belloli le tranvie Alessandria-Casale e Alessandria-Sale, nonché concessionario della linea Tortona-Sale, richiese al prefetto di Alessandria un decreto di pubblica utilità al fine di costruire una tranvia tra Alessandria e Altavilla Monferrato; la convenzione per la costruzione della linea fu stipulata il successivo 2 dicembre con l'imprenditore Vincenzo Remotti, subentrato nel frattempo a Bellisomi, il quale aveva superato la concorrenza del noto banchiere francese Alfonso Raoul Berrier-Delaleu. Il collaudo della linea fu effettuato il 23 agosto 1883; cinque giorni dopo la tranvia entrava in esercizio.
Con decreto ministeriale del 18 febbraio 1896 Remotti ottenne l'autorizzazione per costruire ed esercire una tranvia a vapore da Asti a Montemagno, aperta nel 1900 fino ad Altavilla Monferrato, dove si connetteva alle tranvie provenienti da Alessandria e da Casale Monferrato. La gestione delle linee afferenti ad Altavilla Monferrato fu affidata alla Società Anonima delle Tramvie Astigiane, costituitasi nel 1897 per costruire ed esercire la Asti-Montemagno, rilevando nel contempo la gestione delle tranvie Asti-Canale e Asti-Cortanze
. La società nel 1908 fu ribattezzata Società Astese-Monferrina di Tramvie e Ferrovie (SAMTF).
Nel 1926 la SAMTF passò in gestione governativa, sotto la quale fu redatto un progetto per l'ammodernamento delle linee sociali che prevedeva la completa ricostruzione della Alessandria-Altavilla come ferrovia economica a scartamento normale da esercitare con automotrici a gasolio.
Il 1º luglio 1932 cessò la gestione provinciale (nel frattempo subentrata alla gestione governativa) delle linee astesi-monferrine, alla quale si sostituì la Società Anonima Ferrovie Elettriche Riunite (FER), nuova denominazione della SAMTF, che presentò un progetto di elettrificazione della rete sociale, mentre da un carteggio del 1933 si trova traccia della proposta di utilizzo di un'automotrice Laviosa; tali tentativi non ebbero successo e il 30 dicembre 1935 la linea, insieme alle altre della FER (fallita nello stesso anno), cessò l'attività, sostituita da autobus.

## Caratteristiche
La linea tranviaria era a binario singolo a scartamento normale di 1445 mm. Si sviluppava per 19,508 km, quasi completamente in sede promiscua. La pendenza massima era del 27,7 per mille, il raggio minimo delle curve di 40 metri; la velocità massima ammessa era di 18 km/h.

### Percorso
| Unused urban continuation backward |

|  | Unknown route-map component "uexBHF" |

|  | Unknown route-map component "uexABZgl" | Unknown route-map component "uexCONTfq" |

|  | Unknown route-map component "uexHST" |

|  | Unknown route-map component "uexhKRZWae" |

|  | Unknown route-map component "uexHST" |

| Unknown route-map component "uexCONTgq" | Unknown route-map component "uexABZgr" |  |

|  | Unknown route-map component "uexHST" |

|  | Unknown route-map component "uexBHF" |

|  | Unknown route-map component "uexBHF" |

| Unknown route-map component "uexCONTgq" | Unknown route-map component "uexABZg+r" |  |

|  | Unknown route-map component "uexBHF" |

| Unused urban continuation forward |

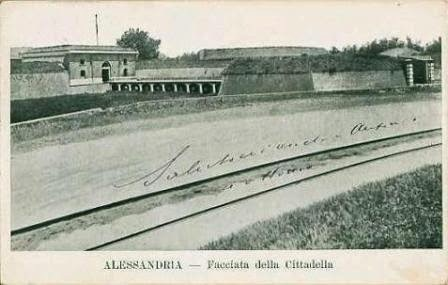
Cittadella, binario per Altavilla e Casale

Il capolinea di Alessandria, in comune con le tranvie per Casale e per Sale, si trovava in corso Crimea, dove successivamente fu costruito il Palazzo di Giustizia.
La linea condivideva con la tranvia per Casale la tratta fino al Bivio San Michele, quindi toccava le località di Quargnento e Fubine prima di raggiungere il capolinea di Altavilla Monferrato, situato in località Cittadella, da cui si poteva raggiungere Asti e Casale Monferrato.
La stazione di Altavilla Monferrato, trasformata dopo la chiusura della linea in autostazione dell'ARFEA, ospita dal 1998 il Museo dei Tramways a vapore ed elettrici.

## Materiale rotabile
Il parco rotabili della SAMTF, impiegato promiscuamente su tutte le linee sociali a scartamento normale, risultava composto tra il 1927 e il 1930 da dodici locomotive a vapore, 30 rimorchiate a due assi e 70 carri merce.